# メアリー・ポピンズ
『メアリー・ポピンズ』（Mary Poppins）は、 オーストラリア系イギリス人の作家P・L・トラヴァースが1934年から1988年にかけて執筆した8冊の児童文学シリーズ。
1934年から1988年にかけて刊行されたエブリデイ・マジック（またはファンタジー）の古典の1つ。1964年のディズニーによるミュージカル映画『メリー・ポピンズ』でも知られる。原作者のトラヴァースは、長年、ディズニーからの映画化の申し込みを断っており、映画化される場合にも様々な条件をつけた。その映画化の過程は『ウォルト・ディズニーの約束』としてさらに映画化された。2004年にはミュージカルとしてイギリスで舞台化され、以後20か国以上の国で上演されている。
日本語訳は主に『メアリー・ポピンズ』だが、多数の訳書が出ている第1作では『メアリ・ポピンズ』『メリー・ポピンズ』の訳もある。また、『メアリー・ポピンズ』は第1作の原題でもある（日本語では主に『風にのってきたメアリー・ポピンズ』として知られる）。
原書イラストはメアリー・シェパード。
1977年5月、BBCラジオ4のラジオ番組『Desert Island Discs』のゲストとして出演していたトラヴァースは、「メアリー・ポピンズ」という名前は彼女が姉妹のために考案した幼年時代の話に由来し、キャラクターは大叔母のヘレン・ムアヘッドにインスピレーションされた可能性があると語った。

## ストーリー
舞台は1910年のロンドンさくら通り17番地（または桜町通り17番地：Number Seventeen Cherry Tree Lane）。ジョージ&ウィニフレッドのバンクス夫妻は4人の子供ジェーン、マイケル、ジョン、バーバラ（のちに加えてアナベル）のためにナニー（乳母兼家庭教師）を募集する。採用されたのは、東風に乗ってやってきた不思議な力を持つメアリー・ポピンズだった。

## 作品一覧
全8巻。日本語題が複数ある場合は、直訳に近いものを最初に記す。
1. Mary Poppins (1934年)
  - 『メアリー・ポピンズ』パメラ・リンドン トラヴァース (著), 富安 陽子 (著), 佐竹 美保 (イラスト) ポプラ世界名作童話 2015年10月30日
  - 『風にのってきたメアリー・ポピンズ』メアリー・シェパード (イラスト)   林容吉(翻訳) 岩波少年文庫 – 1954年
  - 『少年少女世界文学全集 17 メアリー=ポピンズ/砂の妖精』　滑川道夫 (著),志賀直哉 (著）学研プラス 1968年5月
  - 『空からきたメアリー・ポピンズ』トラバース 作,恩地三保子 訳,山中冬児 絵 偕成社 1968年 (少年少女世界名作選)
  - 『空からきたメアリー・ポピンズ』トラバース 原作,大野芳枝著,森国とき彦 え 集英社 1976年 (マーガレット文庫 世界の名作)
  - 『メリー=ポピンズ』佐山透(著) 少年少女講談社文庫 1978年11月
  - 『メリー・ポピンズ』トラバース 著,曽野綾子訳,学習研究社,1979年4月(学研小学生文庫 高9⃣ 295P 19cm)
  - 『メアリー・ポピンズ (英文名作双書)』林容吉 (著)　英光社　1993年4月
  - 『メアリ・ポピンズ』P.L.トラヴァース 作,富安陽子 文,佐竹美保 絵 ポプラ社 2015年 (ポプラ世界名作童話)
2. Mary Poppins Comes Back (1935年) 
  - 『帰ってきたメアリー・ポピンズ』メアリー・シェパード (イラスト） 林容吉 (翻訳)　岩波書店 1975年1月
  - 『帰ってきたメアリー・ポピンズ 1 英米児童文学選書』パメラ・リンドン・トラヴァース (著), A.ヘリング (著)研究社 1990年4月
3. Mary Poppins Opens the Door (1943年)
  - 『とびらをあけるメアリー・ポピンズ』メアリー・シェパード (イラスト) 林 容吉 (翻訳)　岩波少年文庫 1975年7月10日
  - 『とびらをあけるメアリー・ポピンズ 1　英米児童文学選書』梅沢時子、 トラヴァース 研究社 1976年9月
4. Mary Poppins in the Park (1952年)
  - 『公園のメアリー・ポピンズ』 メアリー・シェパード絵　 林容吉訳 岩波少年文庫 1965年
  - 『公園のメアリー・ポピンズ 1 英米児童文学選書』パメラ・リンドン・トラヴァース (著), 吉田昤子 (著)　研究社出版　1990年4月
  - 『公園のメアリー・ポピンズ 2　(英米児童文学選書 32)』吉田あき子 (著), Pamela Lyndon Travers (著)　研究社出版　– 1977年11月
5. Mary Poppins From A–Z (1962年)
  - 『メアリー・ポピンズAからZ』P.L.トラヴァース 作,荒このみ 訳 篠崎書林 1984年
  - 『メアリー・ポピンズAからZ』P.L.トラヴァース 著,小池三子男 訳 復刊ドットコム 2014年
6. Mary Poppins in the Kitchen (1975年) 『メアリー・ポピンズのお料理教室―おはなしつき料理の本』
  - 『メアリー・ポピンズのお料理教室―おはなしつき料理の本』 P.L.トラヴァース 作,モーリス・ムーアベティ料理監修,メアリー・シェパードさし絵,　鈴木佐知子 訳 文化出版局 1977年4月20日
  - 『台所のメアリー・ポピンズ : おはなしとお料理ノート』P.L.トラヴァース 作,　小宮由,アンダーソン夏代 訳 アノニマ・スタジオ 2014年
7. Mary Poppins in Cherry Tree Lane (1982年)
  - 『さくら通りのメアリー・ポピンズ』P.L.トラヴァース 作,荒このみ 訳 篠崎書林 1984年
  - 『さくら通りのメアリー・ポピンズ』P.L.トラヴァース 著,小池三子男 訳 復刊ドットコム 2014年
8. Mary Poppins and the House Next Door (1988年)
  - 『メアリー・ポピンズとお隣さん』P.L.トラヴァース 作,荒このみ 訳,M.シェパード 絵 篠崎書林 1989年
  - 『メアリー・ポピンズとお隣さん』P.L.トラヴァース 著,小池三子男 訳 復刊ドットコム 2014年

## 翻案
- 映画『メリー・ポピンズ』(Mary Poppins) - 1964年  アメリカ合衆国、ディズニー
- 映画 Мэри Поппинс, до свидания! (Meri Poppins, Do Svidaniya; Mary Poppins, Goodbye) - 1983年  ソビエト連邦、モスフィルム
- ミュージカル Mary Poppins - 2004年  アメリカ合衆国
- 映画『メリー・ポピンズ リターンズ』(Mary Poppins Returns) - 2018年  アメリカ合衆国、ディズニー